# Orange Colored Sky
"Orange Colored Sky" é uma canção popular escrita por Milton DeLugg e Willie Stein publicada em 1950.
A mais conhecida versão da canção foi gravada por Nat King Cole (com a orquestra de Stan Kenton), mas um inúmero repertório de cantores já a gravaram, incluindo a filha de Cole, Natalie Cole.
A Música foi regravada pela cantora Lady Gaga para o EP A Very Gaga Holiday lançado em 2011